# Hans Bethge (Dichter)

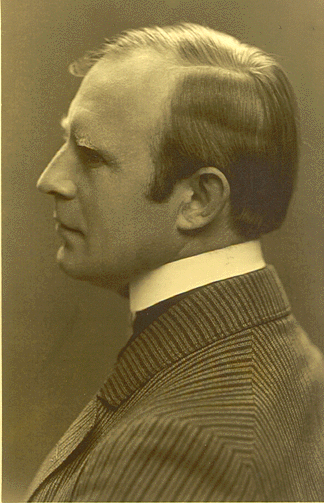
Hans Bethge

Hans Bethge (* 9. Januar 1876 in Dessau; † 1. Februar 1946 in Göppingen, begraben in Kirchheim unter Teck) war ein deutscher Dichter. Er machte sich vor allem einen Namen durch seine Nachdichtungen orientalischer Lyrik.

## Leben
Er war der Sohn des Landwirts August Bethe.
Hans Bethge studierte neuere Sprachen und Philosophie in Halle, Erlangen und Genf. Nach der Promotion arbeitete er einige Jahre in Barcelona als Lehrer, wo er sich unter anderem mit den katalanischen Künstlern Ramón Casas und Miquel Utrillo befreundete und Mitarbeiter an dem von ihnen herausgegebenen katalanischen Kunst- und Literaturjournal Pèl & Ploma wurde. 1901 ließ er sich als freier Schriftsteller in Berlin nieder, von wo aus er für seine Freunde weiterhin als Korrespondent zur Verfügung stand, unter anderem mit einem Nachruf auf Arnold Böcklin. Die Ausgabe vom August 1901 enthielt auf der ersten Seite ein Porträt Bethges neben seinem Exklusiv-Bericht von der Großen Berliner Kunstausstellung  und im Inneren der Zeitschrift auf Seite 92 stellte man ihn noch einmal selbst als guten Freund des Hauses vor.
Hans Bethge war ein Mensch der Freundschaften und offen für alles Schöne. Viele Literaten und Künstler seiner Zeit zählten zu seinen Freunden, darunter der Dichter Prinz Emil von Schoenaich-Carolath, Karl von Luxburg, Fürst zu Carolath-Beuthen und Prinz von Schoenaich-Carolath, die Maler Willi Geiger und Karl Hofer sowie der Kunsthistoriker Julius Meier-Graefe, ebenso der Jugendstilmaler Heinrich Vogeler und andere Künstler des Worpsweder Kreises. Vogeler hat drei Bücher Hans Bethges mit Buchschmuck versehen. Der Bildhauer Wilhelm Lehmbruck, dessen Genie Bethge früh erkannte, hat ihn mehrfach porträtiert.

## Künstlerisches Schaffen
Bethge veröffentlichte mehrere Gedichtbände (hauptsächlich Liebes- und Naturlyrik), Tagebücher, Reiseberichte, Erzählungen, Essays und Dramen. Er war erfolgreicher Herausgeber moderner deutscher und fremdsprachiger Lyrik. Vor allem aber seine Nachdichtungen klassischer orientalischer Lyrik (ab 1907) machten ihn weit bekannt. Der erste Band Die chinesische Flöte erlebte eine Gesamtauflage von knapp 100.000 Exemplaren. Gustav Mahlers Lied von der Erde basiert auf sieben Gedichten aus der Chinesischen Flöte. Bethges frische, musikalisch-rhythmische Sprache, seine ungebundenen Verse inspirierten mehr als 180 Komponisten zu Vertonungen, darunter Richard Strauss, Karol Szymanowski, Arnold Schönberg, Anton von Webern, Hanns Eisler, Viktor Ullmann, Gottfried von Einem, Ernst Krenek, Artur Immisch, Ludvig Irgens-Jensen, Paul Graener, Ernst Toch, Fartein Valen und Egon Wellesz.

## Nachlass

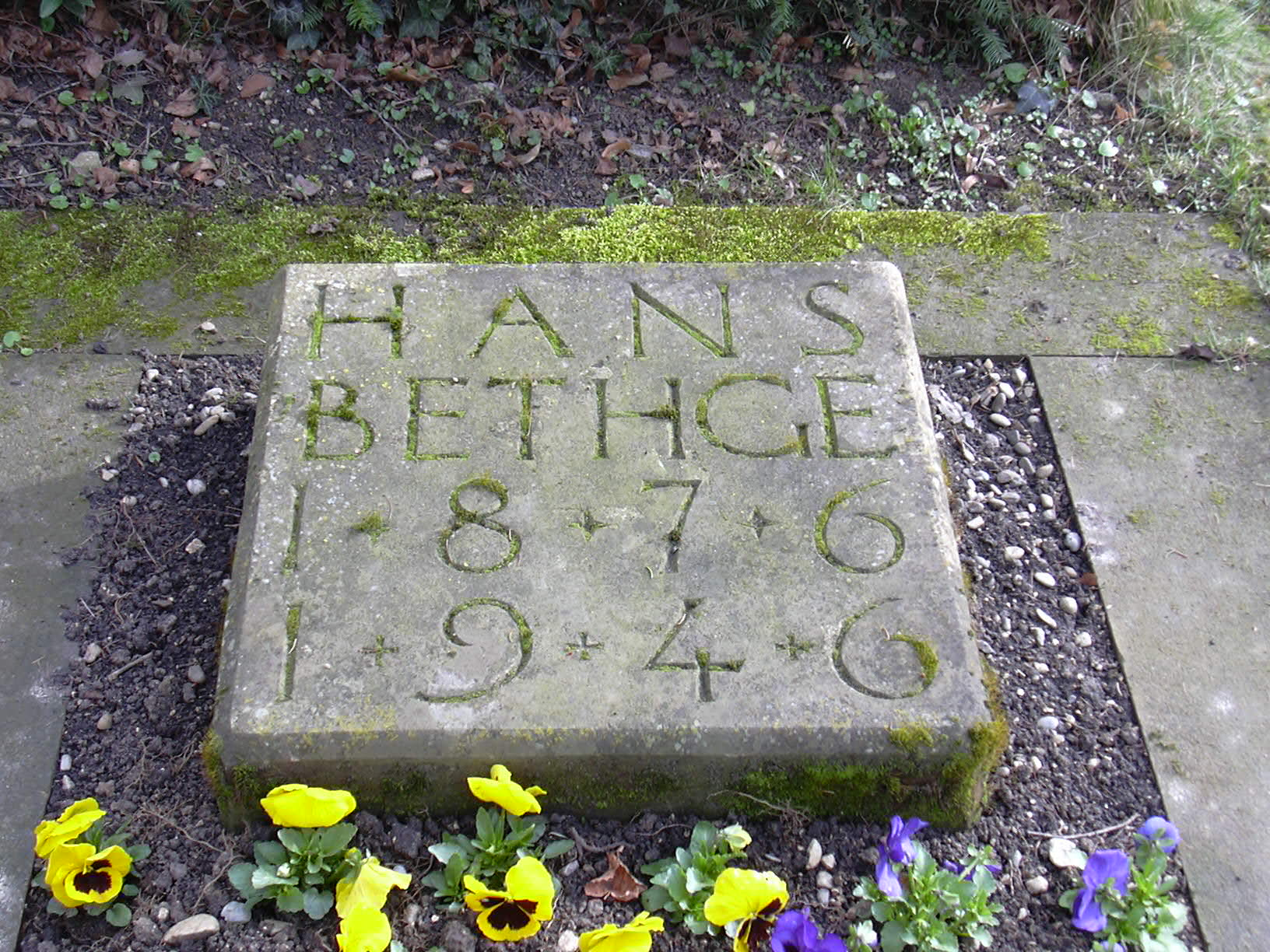
Grabmal von Hans Bethge in Kirchheim unter Teck

In Kirchheim unter Teck werden in einer ständigen Ausstellung des Max-Eyth-Hauses Hans Bethges Bücher, Fotos und andere Lebenszeugnisse gezeigt. Das Deutsche Literaturarchiv Marbach pflegt seinen literarischen Nachlass.

## Werke
- Die stillen Inseln
- Der gelbe Kater, illustriert von Leo Prochownik
- Deutsche Lyrik seit Liliencron (Anthologie)
- Die Lyrik des Auslandes in neuerer Zeit (Anthologie)
- Lieder des Orients (Nachdichtungen)
- Die chinesische Flöte. Nachdichtungen chinesischer Lyrik. Leipzig, Insel Verlag 1907 (1935: Insel-Bücherei 465), ISBN 3-9806799-5-0
- Pfirsichblüten aus China. Nachdichtungen chinesischer Lyrik. ISBN 3-935727-06-2
- Ägyptische Reise
- Die armenische Nachtigall. Nachdichtungen des Nahabed Kutschak und anderer armenischer Dichter. ISBN 3-935727-02-X
- Das türkische Liederbuch. Nachdichtungen türkischer Lyrik. ISBN 3-9806799-7-7
- Japanischer Frühling. Nachdichtungen japanischer Lyrik. Leipzig, Insel Verlag 1911 (1936: Insel-Bücherei 492), ISBN 3-935727-00-3
- Hafis – Die Lieder und Gesänge in Nachdichtungen. Leipzig, Insel Verlag 1910 (1939: Insel-Bücherei 542), ISBN 3-935727-03-8
- Omar Khayyām – Die Nachdichtungen seiner Rubai'yat. ISBN 3-935727-01-1
- Sa'di der Weise. Die Verse des persischen Dichters in Nachdichtungen. ISBN 3-9806799-6-9
- Der persische Rosengarten. Nachdichtungen persischer Lyrik. ISBN 3-935727-01-1
- Die indische Harfe. Nachdichtungen indischer Lyrik. Nachdichtungen orientalischer Lyrik. ISBN 3-9806799-8-5
- Arabische Nächte. Nachdichtungen arabischer Lyrik. Leipzig: Insel, 1912 ISBN 3-935727-05-4
- Der asiatische Liebestempel. Nachdichtungen der Liebeslieder der Völker Mittelasiens. ISBN 3-935727-04-6
- Tagebuch am Meer. [Veränderte Auflage des Tagebuches Mein Sylt]. Berlin, Gyldendal, 1922.
- Die Courtisane Jamaica. Novellen. Karlsruhe und Leipzig, Dreililien-Verlag 1911, 157 S., Deckelillustr. Karl Walser (auch: Vorzugsausgabe, Ganzpergament, Kopfgoldschnitt, Kassette mit farbigen, montierten Deckelillustrationen v. Karl Walser, nummeriert 15 Ex. auf van Geldern Bütten – Berlin, Gyldendalscher Verlag, 1922. 2.–4. Tausend, bei Morawe & Scheffelt und Universitas Deutsche Verlags AG Berlin)
- Selbstporträt. Zum fünfzigsten Geburtstag in: Neues Wiener Journal, 34 (1926) #11543, 12. (10. Januar 1926)